# La Désirade
La Désirade é uma comuna francesa na região administrativa de Guadeloupe, no departamento de Guadeloupe. Estende-se por uma área de 22 km², com 1 621 habitantes, segundo os censos de 1999, com uma densidade de 74 hab/km². É formada pelas ilhas de La Désirade e Petite-Terre.